# Conseil des Anciens
Pour l’article homonyme, voir Conseil des Anciens (homonymie).
Le Conseil des Anciens, lointain ancêtre du Sénat moderne, est l'une des deux assemblées législatives françaises du Directoire, avec le Conseil des Cinq-Cents. Elle fut instituée par la Constitution de l'an III, adoptée par la Convention thermidorienne en août 1795 et mise en application le 23 septembre 1795. Elle est supprimée à la suite du coup d'État du 18 Brumaire le 10 novembre 1799.

## Histoire
Le gouvernement révolutionnaire supprimé après la chute de Maximilien de Robespierre le 9 thermidor an II (27 juillet 1794), les thermidoriens refusent d'appliquer la Constitution de l'an I (juin 1793) et élaborent celle de 1795 favorable à la bourgeoisie libérale et modérée. Une commission de onze membres est chargée de rédiger le projet de Constitution.
Le lendemain de la clôture des débats, le 1er fructidor an III (18 août 1795), le député des Ardennes Pierre Charles Louis Baudin présente un rapport « sur les moyens de terminer la Révolution », dans lequel il préconise que les deux tiers des sièges au Conseil des Anciens et au Conseil des Cinq-Cents soient réservés à des membres de l’ancienne Convention, soit 500 des 750 élus. Les royalistes répondent à ce décret des deux tiers par l'insurrection du 13 vendémiaire an IV (5 octobre 1795). Les thermidoriens conservent donc la République, mais rétablissent le suffrage censitaire à deux degrés par crainte du suffrage universel.
Le pouvoir législatif est partagé entre ces deux assemblées. Ce bicamérisme comprend le Conseil des Cinq-Cents qui propose les lois et le Conseil des Anciens qui les adopte ou les rejette. Ces deux conseils se renouvellent ensemble par tiers chaque année. Il ne s'agit cependant pas d'un bicamérisme au sens contemporain du terme, attendu que les deux chambres représentent la même population et qu'il n'y a pas d'assemblée représentant les collectivités locales mais deux chambres censées exercer chacune (l’une sur l'autre et ensemble envers l’exécutif) un contre-pouvoir remédiant aux excès que venait de connaître la Révolution : le Conseil des Cinq-Cents proposant les lois, le Conseil des Anciens décidant. Le pouvoir est partagé avec le Directoire exécutif.

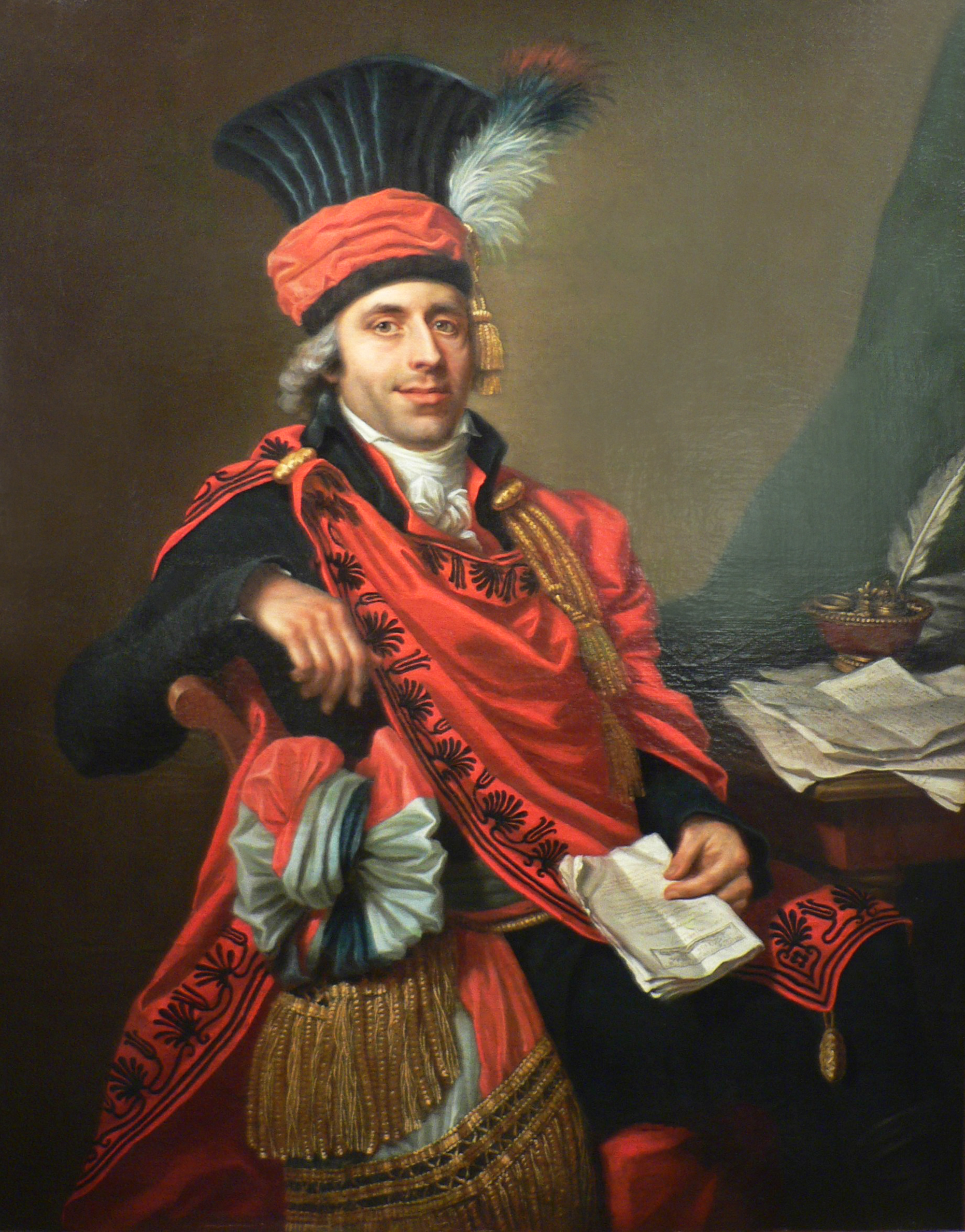
Thomas Bouquerot de Voligny, représentant de la Nièvre au Conseil des Anciens, en grand uniforme des membres de ce conseil (musée de la Révolution française).

Le bicamérisme est défendu par les monarchiens qui justifient l'existence d'une chambre haute pour représenter la noblesse, classe dirigeante minoritaire, sur le modèle de la Chambre des lords anglais, la chambre basse représentant le peuple dans ses comices (notamment les forces montantes de la bourgeoisie). Le bicamérisme prendra également pour modèle le fédéralisme américain et son Sénat et se justifiera également par la différence des rythmes, le Conseil des Anciens apportant sa sagacité et son expérience pour mener un rythme plus détaché de l'actualité (d'où l'expression « train de sénateur »).
Siégeant au palais des Tuileries, les Anciens approuvent ou rejettent les résolutions prises par le Conseil des Cinq-Cents, et élisent les directeurs du pouvoir exécutif. Son président est désigné pour une durée ne pouvant excéder un mois.
En 1799, la majorité est favorable au coup d'État du 18 Brumaire qui porte au pouvoir le général Bonaparte. Parmi les comploteurs se trouvent ses deux derniers présidents, Joseph Cornudet des Chaumettes et Louis-Nicolas Lemercier. Le Conseil des Anciens décide de transporter les assemblées à Saint-Cloud, ce qui facilite le coup d'État, malgré la résistance de députés républicains du Conseil des Cinq-Cents.
Le Conseil est supprimé le 19 brumaire an VIII (10 novembre 1799). C'est la dernière des assemblées parlementaires à siéger au palais des Tuileries. Le Corps législatif prend par la suite ces fonctions au palais Bourbon où siégeait le Conseil des Cinq-Cents.

## Les membres du Conseil
- Pour une liste par ordre alphabétique, se référer à la catégorie Membre du Conseil des Anciens
- Pour une liste ordonnée par nominations, voir Liste des membres du Conseil des Anciens

La Constitution dans son article 82 fixe le nombre de membres du Conseil des Anciens à 250. Elle précise également les conditions d’éligibilité dans son article 83 :
« Nul ne peut être élu membre du Conseil des Anciens : S'il n'est âgé de quarante ans accomplis ; Si, de plus, il n'est marié ou veuf ; - Et s'il n'a pas été domicilié sur le territoire de la République pendant les quinze années qui auront immédiatement précédé l'élection. »

### Sources et bibliographie
- Marie-Nicolas Bouillet  et Alexis Chassang (dir.), « Conseil des Anciens » dans Dictionnaire universel d’histoire et de géographie, 1878 (lire sur Wikisource)